# Временные трудности
«Вре́менные тру́дности» — российский драматический фильм режиссёра Михаила Расходникова. В главных ролях: Иван Охлобыстин и Риналь Мухаметов. Премьера фильма в России состоялась 13 сентября 2018 года.
4 июня 2018 года фильм «Временные трудности» представили на кинофестивале «Кинотавр» в Сочи. Показ картины прошел в Зимнем театре.
Лента получила отрицательные отзывы российских кинокритиков, наибольшее неприятие которых вызвало явно декларируемое в фильме оправдание насилия в отношении людей с инвалидностью. Также фильм получил крайне негативную реакцию среди медицинских специалистов. Однако фильм стал победителем международных кинофестивалей в Германии, Италии и Китае.

## Сюжет
У Саши Ковалёва был врождённый детский церебральный паралич. Отец мальчика выбрал, как ему казалось, единственно правильный способ поставить сына на ноги — относиться к нему как к здоровому человеку. «Ты не больной — у тебя временные трудности».
Поесть, одеться, спуститься и подняться по лестнице подъезда — каждый день у ребёнка уходили часы на то, чтобы справиться с простыми бытовыми задачами. В школе — издевательства сверстников. И помощи ждать было не от кого.
Мальчик преодолел трудности, но возненавидел отца. Окончив школу, Саша уехал из дома и прекратил всякое общение с отцом. За 15 лет он стал лучшим бизнес-консультантом страны, который вывел из кризиса сотни бизнес-проектов. «У вас не кризис — у вас временные трудности!» — говорил своим клиентам прошедший тяжёлый путь становления Александр.
Однажды новый заказ даёт ему неожиданную возможность встретиться и поквитаться с отцом...

## Производство
Первоначально предполагалось, что фильм поставит Павел Руминов, а главную роль исполнит Константин Хабенский, но в результате их заменили Михаил Расходников и Риналь Мухаметов.
Съёмки фильма проходили в городе Кирове и Кировской области.

## В ролях
| Актёр              | Роль                                 |
| ------------------ | ------------------------------------ |
| Иван Охлобыстин    | Олег Ковалёв, отец Александра        |
| Риналь Мухаметов   | Александр Ковалёв                    |
| Виктория Соловьева | Маргарита Ковалёва, мать Александра  |
| Ян Цапник          | Николай Волков, друг семьи Ковалёвых |
| Илья Рязанов       | Саша Ковалёв в детстве               |
| Ирина Безряднова   | Эпизод                               |
| Ирина Пегова       | классный руководитель                |
| Юрий Душин         | Роберт                               |
| Ксения Суркова     | вожатая в Артеке                     |
| Николай Ковбас     | Эпизод                               |
| Григорий Аветов    | Эпизод                               |
| Анатолий Свинцов   | директор школы                       |
| Алексей Хорев      | врач                                 |

## Съёмочная группа
- Режиссёр-постановщик: Михаил Расходников
- Авторы сценария: Николай Ковбас, Иван Капитонов, Георгий Малков, Михаил Расходников
- Оператор-постановщик: Фёдор Стручев
- Композитор: Дмитрий Селипанов

## Реакция

### Соответствие реальным событиям
За основу фильма взята история бизнес-тренера и консультанта Аркадия Цукера. Однако, по словам людей, лично знавших Цукера в детстве, у него была нетяжелая форма ДЦП, которую некоторые окружающие даже не замечали, и в школе он не подвергался травле, как это показано в фильме. Правда, по словам самого Аркадия Цукера, в школе он действительно подвергался серьёзной травле. Тем не менее сам Цукер, сотрудничавший с создателями киноленты, после её выхода заявил, что итоговый вариант «представляет собой художественный вымысел и не имеет к реальной истории никакого отношения». По словам консультанта, «Временные трудности» пропагандируют взгляды и ценности, полностью противоположные его жизненной позиции и жизненным ценностям его семьи, а показанные образы и ситуации не соответствуют тому, что происходило в действительности. Он также призвал не воспринимать фильм как методическое пособие по воспитанию и оздоровлению детей.

### Мнения специалистов по ДЦП
Фильм вызвал резко отрицательную реакцию многих кинокритиков и медицинских специалистов, обвинивших создателей в оправдании насилия, пропаганде отрицательного отношения к людям с инвалидностью и распространении ошибочных представлений о сути ДЦП — об этом, в частности, говорит Екатерина Барабаш на сайте «Такие дела», посвящённом социальной проблематике. Фонд «Галчонок», который занимается помощью детям с органическими поражениями центральной нервной системы, отказался поддержать выход картины, несмотря на предложение перечислить организации часть денег от проката. Президент фонда Ольга Журавская рассказала, что авторы не прислушивались к призывам переработать сценарий, так как вообще не ставили перед собой цель снять хороший фильм, а также отметила важность борьбы «против безграмотности и мракобесия, которое распространяют продюсеры». Руководитель отделения реабилитации детей с ДЦП медицинского центра «Милосердие», врач-невролог Елена Семёнова назвала продемонстрированный способ воспитания «очень травматичным», а возможное преодоление таким образом болезненного состояния — «фантастической историей».
Яна Кучина, журналистка с ДЦП, охарактеризовала эту картину как «фильм ужасов» и отметила, что фильм даёт неверные рекомендации родственникам людей с ДЦП: «Я мечтала, чтобы однажды сняли фильм о том, как жить с ДЦП. Я знаю, сколько родителей остаются со своими детьми один на один, без всякой помощи, и в отчаянии лечат их „живой“ водой или рвут сухожилия, пытаясь выпрямить неразгибающиеся колени. А теперь я посмотрела этот „знаковый“ фильм и боюсь, что детей вообще перестанут лечить. Я боюсь, что их отвезут в тайгу и бросят, а ведь они не Саша. Они не в кино, и у них действительно церебральный паралич».

### Рецензии критиков
После премьерного показа на «Кинотавре» не менее дюжины журналистов выразили своё возмущение лентой, обвинив её среди прочего в продвижении фашистской идеологии.
- Корреспондент «Time Out» Клара Хоменко отнесла «Временные трудности» к числу худших фильмов фестиваля, отметив, что он «балансирует на грани фашизма»[23].
- Редактор раздела культуры ТАСС Егор Беликов охарактеризовал картину как «этическое преступление»[24].
- Колумнист газеты «Коммерсантъ» Юлия Шагельман, отмечая беспомощность режиссуры, фальшивую актёрскую игру, наполненный штампами сценарий и желание студии «Enjoy Movies» заработать на теме инвалидности с помощью привлечения средств государственного «Фонда кино», добавляет, что «основные проблемы этого фильма — не эстетического, а этического свойства»[25].
- Игорь Карев в «Аргументах и фактах» назвал основной проблемой ленты обобщения и выразил непонимание решения создателей позиционировать фильм как универсальную историю, а не биографию конкретного человека[26].
- Антон Долин назвал «Временные трудности» худшим русским фильмом года, «циничным» и «безнравственным» и высказал опасение, что кто-то из зрителей может начать руководствоваться продемонстрированной формой родительского поведения. В качестве примера такого поведения Долин приводит эпизод, когда отец бросает своего сына с ДЦП в болото, окружённое лесом и находящееся в ста километрах от дома, и приказывает ему ползти домой: «Такое не приснилось бы в страшном сне самому Михаэлю Ханеке»[27][28].
- Валерий Кичин в рецензии для «Российской газеты» также предположил, что фильм воодушевит сторонников домашнего насилия, охарактеризовав его посыл как идеологию, «в которой нет места слабости, состраданию, любви, терпимости к непохожему»[29].
- В свою очередь, Анна Уткина в статье на портале «Православие и мир» отметила, что «это очень плохое кино <…> с полуфантастическим сюжетом вряд ли можно оценить как руководство к действию», добавив, что «в этой истории ужасно всё»[30].
- 24 ноября 2018 года популярный видеоблогер и критик BadComedian опубликовал крайне негативный обзор на фильм, подчеркнув неуважение создателей картины к людям с инвалидностью[31].

На «Кинопоиске» фильм получил оценку в 6,2 балла из 10. По данным сайта «Критиканство» — 38 баллов из 100.

## Награды
- Гран-при МКФ в Ольденбурге (Oldenburg International Film Festival[англ.])[33]
- Премия МКФ в Саленто в номинации «Лучший фильм»[34]
- Специальный приз жюри V Международного кинофестиваля «Шёлковый путь»[35]